# Cabera ablataria
Cabera ablataria là một loài bướm đêm trong họ Geometridae.